# Hermann von Klützow

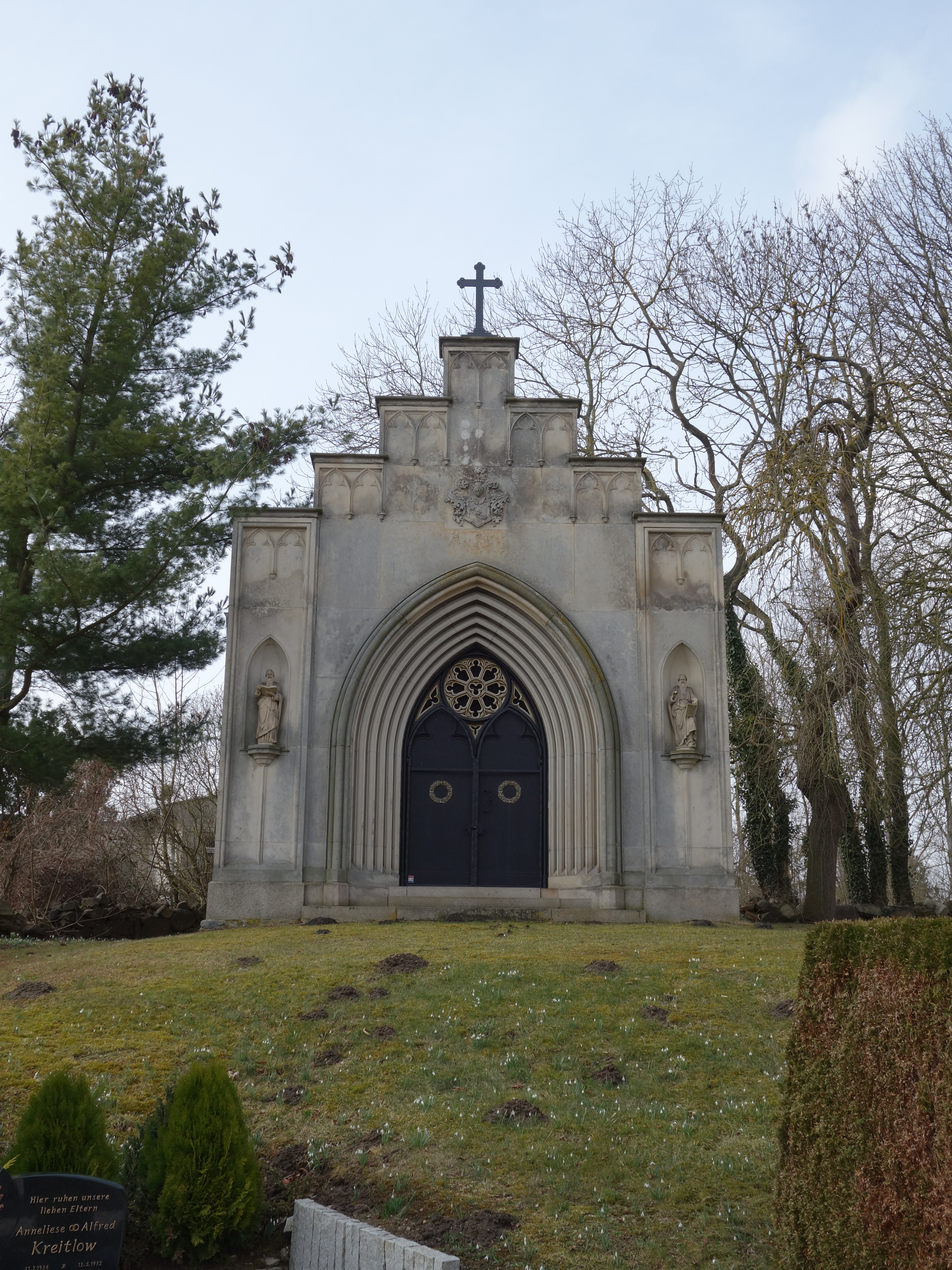
Mausoleum des Hermann von Klützow in Dedelow

Hermann Otto Karl Herbert von Klützow-Dedelow (* 28. Oktober 1813 in Prenzlau; † 15. November 1902 in Dedelow) bei war ein deutscher Rittergutsbesitzer, Oberregierungsrat, Hauptritterschaftsdirektor und Domdechant zu Brandenburg.

## Leben
Hermann von Klützow wurde als Sohn des Rittergutsbesitzers Major Heinrich von Klützow († 1831) und der Idalie von Stülpnagel († 1870) in der Uckermark geboren. Er hatte sieben Geschwister, die Schwestern heirateten später in den ostelbischen Adel, die Brüder wurden Beamte oder Offiziere. Er selbst ging 1830 zeitgleich mit Bismarck zur Schule Am Grauen Kloster in Berlin und studierte dann Rechtswissenschaft in Berlin und Bonn.
Nach dem Studium trat er in den preußischen Staatsdienst, wurde Assessor bei der Regierung Merseburg, 1848 Regierungsrat im Preußischen Ministerium des Innern. Anschließend wurde er Hauptritterschaftsdirektor für Brandenburg am Kur- und Neumärkisches Ritterschaftliches Kreditinstitut mit Sitz in Berlin-Mitte. Er wurde zum Wirklichen Geheimen Rat ernannt verbunden mit der Verleihung des Ehrentitels Exzellenz. Durch seine langjährige Tätigkeit als Hauptritterschaftsdirektor wohnte er mehrere Jahre in Berlin. Von 1861 bis 1864 war er gewählter Vorsteher des Damenstiftes am Kloster Stift zum Heiligengrabe, nach seinem Rücktritt folgte ihm Wilhelm von Kröcher. Im Johanniterorden wurde Klützow zunächst Ehrenritter, dann Rechtsritter und zeitweise Ordensschatzmeister. Auch richtete er eine Stiftung für die hilfsbedürftige Töchter verstorbener Johanniterritter der Brandenburgischen Provinzialgenossenschaft der Kongregation ein, die von Klützow’sche Stiftung.
Er war Domherr und später Domdechant von St. Peter und Paul (Brandenburg an der Havel) und Mitglied des Preußischen Herrenhauses, auf Lebenszeit, wo er den Domstift Brandenburg vertrat. Am preußischen Hof zählte er zum konservativen Lager und galt u. a. als persönlicher Freund des zeitweiligen preußischen Innenministers Ferdinand von Westphalen. Bei der prachtvollen Krönungsversammlung von Wilhelm I. im Herbst 1861 in Königsberg war Hermann von Klützow einer von zwölf vorbestimmten Vertretern des Brandenburgischen Provinziallandtages. Zu seinem 50-jährigen Dienstjubiläum im preußischen Staatsdienst erhielt Klützow den Stern zum Roten Adlerorden II. Klasse.
Hermann von Klützow-Dedelow blieb unvermählt. Sein Rittergut Dedelow, zunächst ebenso im Besitz seines Bruders, Major Heinrich Ludwig Gottlob von Klützow († 1861), umfasste 818 ha. Den Besitz Dedelow erbte erst sein jüngerer Bruder Alfred von Klützow, Landrat und Gutsbesitzer in Schlesien, dann dessen ältester Sohn, Neffe Hans Heinrich von Klützow-Krausendorf. Er war zuvor auf der Ritterakademie Brandenburg und ging zum Militär. Gut Dedelow wurde damals mit einem Geldwert von 37.000 Talern Gold oder 63.000 Taler Courant beziffert.
Als Gutsherr unterstützte er steinzeitliche Grabungen in Dedelow. Hermann von Klützow ließ sich als Bauherr neben dem alten herrschaftlichen Wohnhaus ein neues Herrenhaus errichten und als Kirchenpatron nach einem Entwurf von Schinkel und einem ausgeführten Plan von Cantian neben der Dorfkirche Dedelow ein Mausoleum.